# Salgueiro Maia
Pour les articles homonymes, voir Maia.
Fernando José Salgueiro Maia, né à Castelo de Vide, Portalegre le 1er juillet 1944 et mort à Santarém le 4 avril 1992, est un capitaine de l'Armée portugaise qui a eu une part prépondérante lors de la révolution des Œillets qui fit tomber le régime dictatorial.

## Biographie
Fils d'un cheminot, Salgueiro Maia est admis à l'académie militaire de Lisbonne en octobre 1964, puis à l'École pratique de cavalerie comme spécialisation. Il est affecté ensuite comme instructeur dans la même école, avec un intermède aux colonies au sein d'une compagnie de commandos durant les guerres coloniales portugaises.
À partir de 1973, il participe aux réunions clandestines du Mouvement des Forces armées.
Le 25 avril 1974, il fait réveiller en pleine nuit les 240 élèves de l'École pratique de cavalerie (pt), casernée près de Santarém, leur fait un court discours leur annonçant une révolution et les entraîne vers la capitale, jusqu'à la praça do Comércio où se trouvent les principaux ministères, faisant fuir le gouvernement.
Il se retrouve face à une unité blindée restée fidèle au régime, le 7e régiment de cavalerie, caserné à Ajuda près de Belém. Alors qu'il s'avance un mouchoir blanc à la main pour tenter de dialoguer avec un officier, le général de brigade Rodrigo Junqueira dos Reis donne l'ordre de tirer sur lui, mais ses troupes lui désobéissent et se rallient au mouvement révolutionnaire.
Plus tard, il fait encercler la caserne de la garde nationale républicaine où s'est réfugié le président du Conseil Marcelo Caetano. Il le force à se rendre, puis l'escorte jusqu'à l'avion qui le conduit en exil. Ce dernier n'accepte de céder sa place qu'au général Spínola.
Salgueiro Maia passe au grade de major en 1981.
Il meurt le 4 avril 1992 à la suite d'un cancer.

## Distinctions
- Grand officier de l'ordre de Sant'Iago de l'Épée

## Postérité
Son rôle dans la chute de la dictature portugaise est retracé dans le film Capitaines d'avril de Maria de Medeiros sorti en 2000, où il est incarné par Stefano Accorsi.